# Grimme Online Award

Logo des Grimme Online Awards

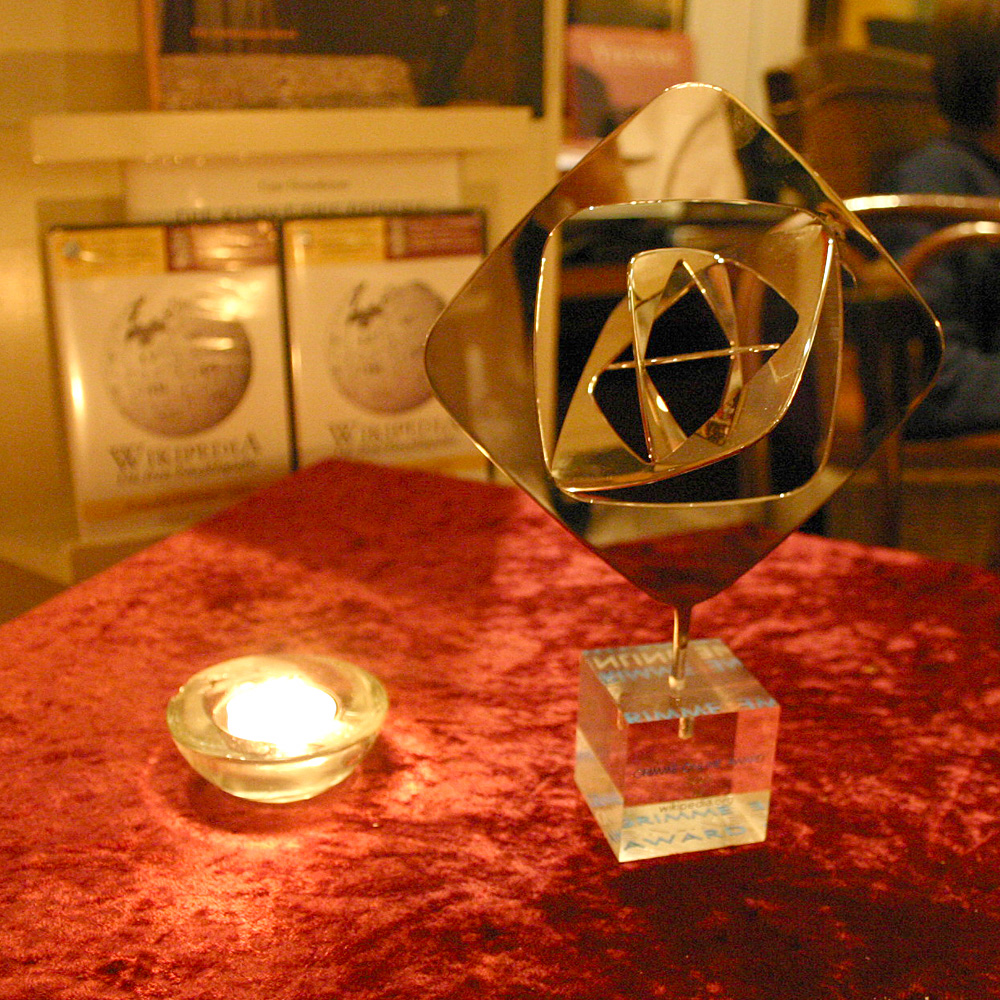
Grimme Online Award 2005, verliehen an Wikipedia

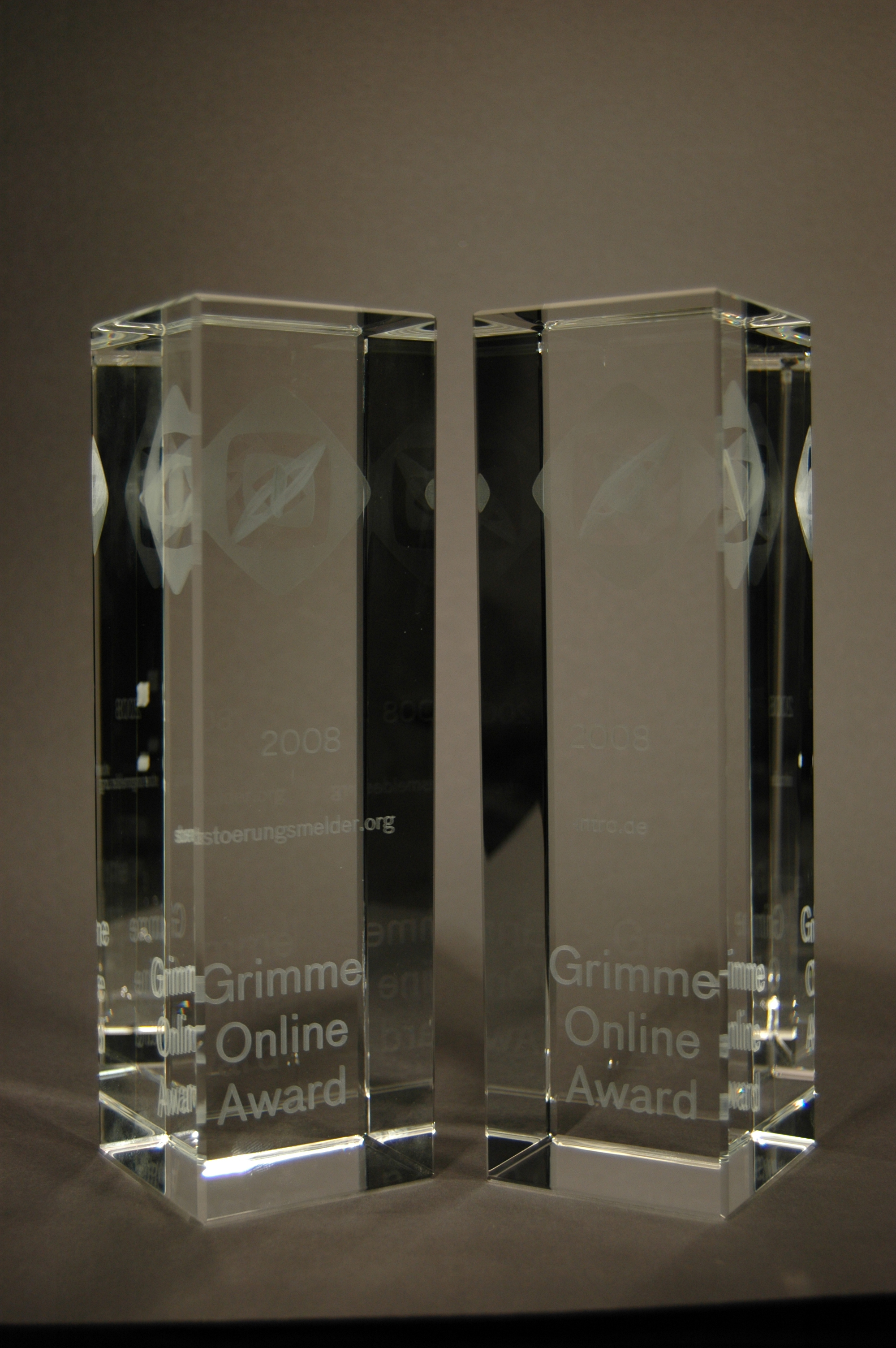
Der Grimme Online Award 2008

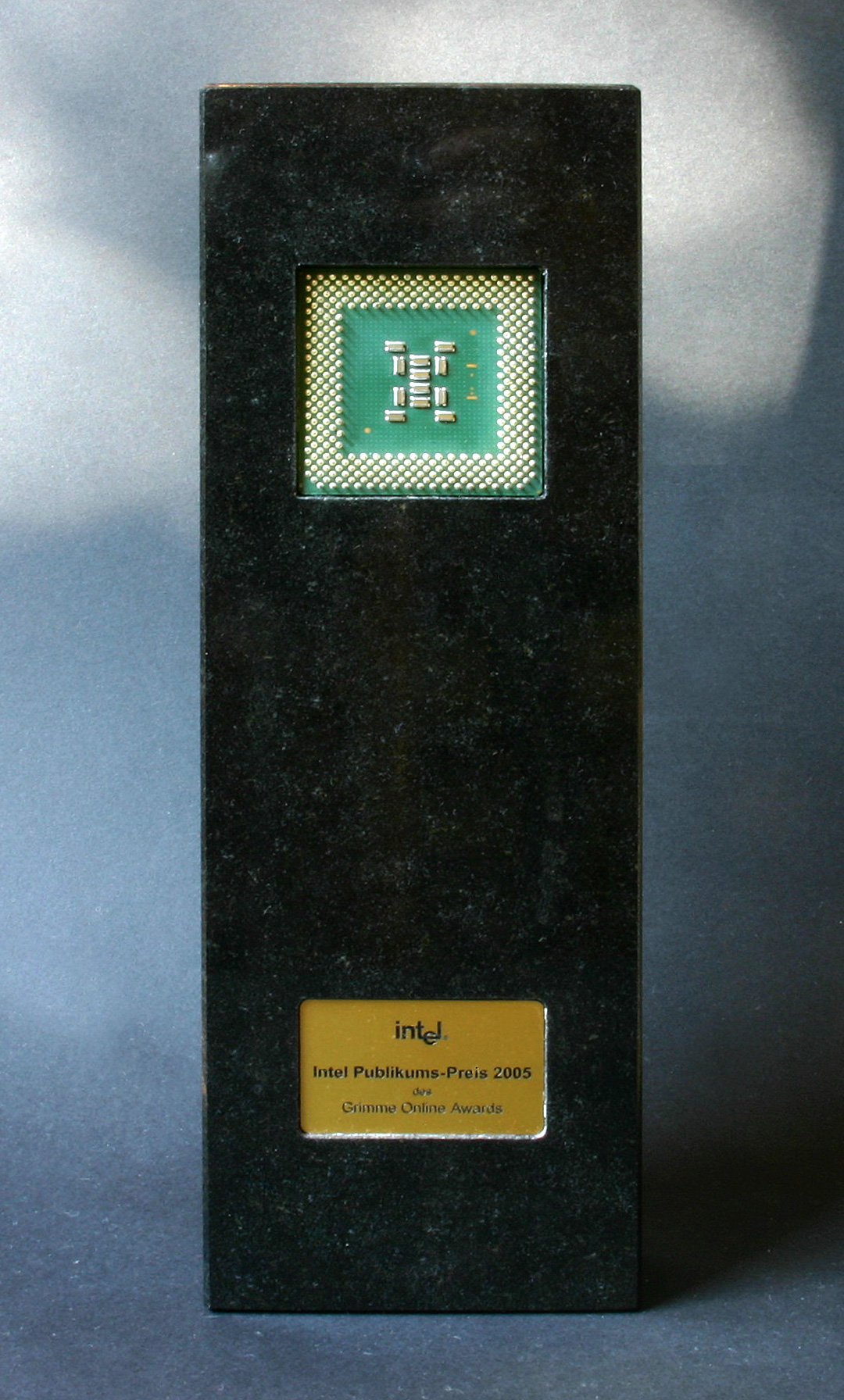
Intel Publikums-Preis des Grimme Online Awards 2005

Der Grimme Online Award ist eine nicht dotierte Auszeichnung für publizistische Qualität im Internet, die seit 2001 vom Grimme-Institut, das auch den renommierten Fernsehpreis Grimme-Preis verleiht, vergeben wird. In mehreren Kategorien werden herausragende deutschsprachige Online-Angebote ausgezeichnet, die sich an die allgemeine Öffentlichkeit richten. Die Kategorien wurden dabei mehrmals veränderten Zielvorstellungen angepasst.

## Wettbewerb
Während einer Nominierungsphase können Sender, Agenturen, Produktionsfirmen oder andere Medien- bzw. Online-Anbieter sowie jeder andere Internetnutzer Vorschläge einreichen. Hauptaugenmerk liegt hierbei auf neuen Formen und Inhalten der öffentlichen Kommunikation. Angebote, die überwiegend werblichen Zwecken dienen, sind von der Teilnahme an dem Wettbewerb ausgeschlossen.
Die Vorschläge werden von einer Nominierungskommission vorausgewählt. Diese setzt sich aus Fachleuten im Bereich Journalismus, Wissenschaft und neue Medien zusammen. Im Jahr 2008 wurden fast 1900 Vorschläge eingereicht.
Die Auswahl der Preisträger aus den bis zu 30 nominierten Websites übernimmt die eigentliche Jury. Diese setzt sich ebenfalls interdisziplinär aus Fachleuten zusammen. Die Bewertungskriterien umfassen Inhalte, Gestaltung, Kommunikation, Nutzerfreundlichkeit, Intermedialität (Verknüpfung mit anderen Medien), Kreativität und Service. Außerdem wird auf die Einhaltung journalistischer Qualitätsmaßstäbe sowie die Ausübung gesellschaftlicher Verantwortung Wert gelegt.

## Kategorien
Der Grimme Online Award wurde seit 2005 in drei Kategorien vergeben, 2008 kam eine vierte Kategorie dazu:
- Der Grimme Online Award Information wird für „herausragende Beiträge des Online-Journalismus und der Informationsvermittlung“ vergeben.
- Der Grimme Online Award Wissen und Bildung richtet sich an Angebote, die der „Vermittlung von allgemein relevanten Wissensinhalten“ dienen.
- Der Grimme Online Award Kultur und Unterhaltung verlangt Projekte von „hohem inhaltlichen und formalen Niveau“.
- Der Grimme Online Award Spezial prämiert „innovative Entwicklungen und publizistische Einzelleistungen von besonderer Qualität“, die den ersten drei Kategorien nicht zuzuordnen sind.

Insgesamt können in den vier Kategorien maximal acht Online-Angebote in einem Jahr ausgezeichnet werden. Zusätzlich wird jedes Jahr ein Publikums-Preis vergeben, den die Öffentlichkeit aus der Liste der Nominierten wählen kann.

## Preisträger
Die Liste der Preisträger des Grimme Online Awards gibt einen Überblick über alle bisherigen Preisträger.

## Kritik
Kritik am Entscheidungsverfahren des Grimme Online Award gab es im Jahr 2007, als der Video-Podcast Elektrischer Reporter nachnominiert wurde, obwohl der Autor zunächst in der Jury vertreten war. Das Grimme-Institut hat diese Kritik aufgegriffen und das Statut für den Grimme Online Award daraufhin so geändert, dass seit dem Jahr 2008 eine Überschneidung von Jury-Mitgliedschaft und Teilnahme am Wettbewerb von vornherein ausgeschlossen ist. Zusätzlich für Schlagzeilen sorgte 2007 eine Reihe von technischen Pannen, so dass die Preisträger bereits zwei Tage vor dem geplanten Termin auf der Website des Preises bekannt gemacht wurden.